# Тетраедрит

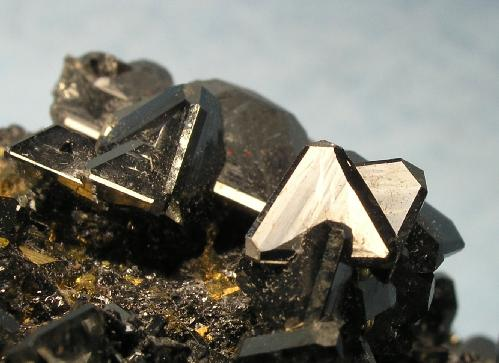
Кристал тетраедриту з Перу, розмір: 8,2 x 6,4 x 4,7 см

Тетраедрит — мінерал класу сульфосолей, стибіїстий різновид бляклої руди острівної будови. Крайній член ізоморфного ряду тетраедрит — тенантит. Група тетраедриту.
Синоніми: непаліт, панабаз, руда блякла мідно-стибієва, руда блякла стибієва, стилотип, фалькенгайніт, філдит.

## Історія та етимологія
Спочатку тетраедрит був відомий під шахтарською назвою «темний фалерц» або чорна руда (на відміну від «світлого фалерца» — тенантиту).
У 1845 році австрійський геолог і мінералог Вільгельм фон Гайдінгер дав мінералу назву тетраедрит — за характерною формою кристалів.
(від тетра… — чотири і грецьк «гедра» — грань).

## Загальний опис
Хімічна формула:
- За Є. К. Лазаренком: Cu10Cu2Sb4S13.
- За «Fleischer's Glossary» (2004): (Cu, Fe)12Sb4S13. Містить (%): Cu — 45,77; Sb — 29,22; S — 25,01. Домішки Fe, Ag, Au, Hg, Zn, Co, Ni, Pb, As, Bi, Ті і Se.

Сингонія кубічна. Гекстетраедричний вид. Утворює тетраедричні, рідше октаедричні або кубічні кристали. Густина 4,6—5,1. Твердість 3,0—4,5. Колір сталево-сірий до залізо-чорного. Риса сталево-сіра, іноді бурувата. Блиск металічний або напівметалічний. Непрозорий. Крихкий. Злом раковистий, нерівний. Ізотропний. Разом з іншими мідьвмісними мінералами входить до складу мідних руд. Зазвичай зустрічається в гідротермальних жилах або контактних метаморфічних відкладеннях з низькими до середніх температур формування. Асоціація: халькопірит, галеніт, сфалерит, пірит, борніт, акантит, кальцит, доломіт, сидерит, барит, флюорит, кварц.
Поширений мінерал гідротермальних свинцево-цинкових родовищ, де знаходиться в тісному парагенезисі з халькопіритом, сфалеритом, галенітом; зустрічається також у стибієво-ртутних, золоторудних, вольфрамових родовищах.
Руда міді та інших металів. Збагачується флотацією.

## Розповсюдження
Тетраедрит — одна з найпоширеніших сульфосолей.
Основні знахідки: Рейнланд-Пфальц, Гарц (ФРН), Пршибрам (Чехія), Банська Штявниця (Словаччина), кантон Валліс (Швейцарія), Тіроль (Австрія), штати Юта, Монтана, Айдахо (США), Алтай (РФ), Корнуолл (Англія), Оруро (Болівія), Касапалька, провінція Уарочірі (Перу). В Україні є у Подніпров'ї.

## Різновиди
Розрізняють:
- тетраедрит арсенистий (різновид тетраедриту, що містить до 7 % As),
- тетраедрит бісмутистий (різновид тетраедриту, що містить до 2 % Ві),
- тетраедрит бісмутисто-залізистий (різновид тетраедриту, що містить до 5 % Ві і до 7 % Fe),
- тетраедрит залізистий, феротетраедрит, копіт (різновид тетраедриту, що містить від 4—5 % до 9—13 % Fe),
- тетраедрит кобальтистий (різновид тетраедриту, що містить до 4 % Со при 5 % Ві),
- тетраедрит нікелистий (фригідит, нікелева блякла руда — різновид тетраедриту, що містить до 4 % Ni при 13 % Fe),
- тетраедрит олов'янистий (різновид тетраедриту, що містить до 3 % Sn),
- тетраедрит ртутистий (швацит — різновид тетраедриту, що містить до 17—20 % Hg),
- тетраедрит свинцевистий (малиновськіт — різновид тетраедриту, що містить до 16 % Pb),
- тетраедрит сріблистий (фрейберґіт — різновид тетраедриту, що містить до 17—18 % Ag),
- тетраедрит телуристий (голдфілдит — різновид тетраедриту, що містить до 17 % Те),
- тетраедрит цинковистий (зандберґерит, цинкова блякла руда — різновид тетраедриту, що містить 4—10 % Zn).